# キヌレニン
キヌレニン(Kynurenine)は、トリプトファンからナイアシンを生合成するキヌレニン経路における主要な代謝中間体のひとつである。アミノ酸のひとつで(伝統的記法を用いると)D体とL体の2つのエナンチオマーが存在する。

## 生合成
キヌレニン経路においてN'-ホルミルキヌレニンからアリールホルムアミダーゼによって生合成される。

## 代謝
キヌレニンの主要代謝物は３つあり、
- キヌレニン-3-モノオキシゲナーゼによって3-ヒドロキシキヌレニン
- キヌレニナーゼによってアントラニル酸
- キヌレニン—オキソグルタル酸トランスアミナーゼ(英)によってキヌレン酸

へと変換される。

## 疾患との関連
- チック症に関連を持つ。[1][2]
- UV光をフィルターする機能とも関係しており加齢に伴う白内障との関連が研究されている。[3]
- 癌との関連では、キヌレニンは人の芳香族炭化水素受容体(AHR)の内因性リガンドであり[4]、癌細胞はトリプトファン代謝酵素であるトリプトファン-2,3-ジオキシゲナーゼ(TDO)活性を亢進させ、結果キヌレニン生合成亢進により抗腫瘍免疫反応を抑制しているとの報告がある。[5]